# Soulquarians
The Soulquarians — хип-хоп музыкальное объединение с участниками из Филадельфии, Нью-Йорка, Детройта, Ричмонда, Бруклина, Чикаго, Далласа и Окленда. Коллектив был сформирован в конце 1990-х и продолжил своё существование до начала 2000-х. Они выпустили несколько альбомов, хорошо принятых критиками и слушателями. Ранее, в течение 1990-х, участники Soulquarians Common, Talib Kweli, Mos Def и Q-Tip были участниками коллектива Native Tongues Posse.
Жанры: альтернативный хип-хоп, неосоул, джаз-фьюжн

## Происхождение
Название коллектив получил от астрологического знака — большинство членов коллектива Водолеи по гороскопу. Члены-учредители Амир Томпсон он же Questlove из группы The Roots, D'Angelo, James Poyser и J Dilla объединились, когда обнаружили, что у них похожие интересы, отличные от присущих классическому хип-хопу — оригинальные ритмы, нерегулярные аккорды и другие черты, часто присущие андеграунд музыке. Также в это время D’Angelo познакомился с уэльским басистом Pino Palladino, группа которого, Soultronics, участвовала в концертном туре D’Angelo. Palladino принял участие в записи большинства их альбомов, никогда официально не являясь членом Soulquarians.
Будучи коллективом, их состав постоянно менялся, в различные периоды включая в себя Common, Mos Def, Talib Kweli, Q-Tip, Erykah Badu, Bilal и Raphael Saadiq. В 2003 году в интервью Questlove недвусмысленно заявил, что не было никаких планов относительно выпуска альбома Soulquarians в будущем. Это означало тихий распад объединения. Однако, согласно интервью с Common (приблизительно 2005), коллектив продолжает существовать.

## Участники
- Questlove (Филадельфия) — барабаны, клавиши, продюсирование, перкуссии
- Билал (Филадельфия) — вокал
- Common (Чикаго) — вокал
- Рой Харгроув (Нью-Йорк) (покойный) — труба, флюгельгорн
- D’Angelo (Ричмонд) — вокал, гитара, клавиши, продюсирование
- Эрика Баду (Даллас) — вокал, продюсирование
- J Dilla (Детройт) (покойный) — вокал, продюсирование
- Джеймс Пойзер (Филадельфия) — клавиши, продюсирование
- Mos Def (Нью-Йорк) — вокал
- Q-Tip (Нью-Йорк) — вокал, продюсирование
- Пино Палладино[англ.] (Лос Анджелес) — бас-гитара
- Талиб Квели (Нью-Йорк) — вокал

## Дискография
Альбомы полностью или частично спродюсированные Soulquarians:
| 1999                            | The Roots    | Things Fall Apart        | Платиновый |
| 1999                            | Mos Def      | Black on Both Sides      | Золотой    |
| 1999                            | Q-Tip        | Amplified                | Золотой    |
| 2000                            | D'Angelo     | Voodoo                   | Платиновый |
| 2000                            | Common       | Like Water for Chocolate | Золотой    |
| 2000                            | Slum Village | Fantastic, Vol. 2        | —          |
| 2000                            | Эрика Баду   | Mama's Gun               | Платиновый |
| 2001                            | Билал        | 1st Born Second          | —          |
| 2002                            | Талиб Квели  | Quality                  | Золотой    |
| 2002                            | The Roots    | Phrenology               | Золотой    |
| 2002                            | Common       | Electric Circus          | —          |
| 2006*                           | Билал        | Love for Sale            | —          |
| (*) слит до официального релиза |              |                          |            |